# نموذج دافسون ودانيلي
نموذج دافسون ودانيلي كان نموذج للغشاء الخلوي صممه كل من العالمين دافسون(Hugh Davson) ودانيلي (James Danielli) في عام 1935. يصف هذا النموذج الغشاء الخلوي على أنه مؤلف من ليبيد ثنائي الطبقة وأن كلا سطحي هذه الطبقة مغطى بالبروتينات الكُرَيْوِيّة، والتي تُغطي السحطين الخارجيين لهذه الطبقة فقط من غير أن تمتد عبرها أو تنغرس فيها.

## أدلة سابقة على هذا النموذج
- عندما تم فحص الغشاء الخلوي تحت المجهر الإلكتروني، لُوحظ أن هناك خطين (طبقتين) متوازيين داكنين مع منطقة أفتح بينهم. عادةً يكون لون البروتينات داكناً تحت المجهر الإلكتروني في حين أن الليبيدات يكون لونها فاتحاً أكثر من لون البروتينات. هذا جعل كلا العالمين يعتقدا أن البروتينات تغطي كلا السطحي الخارجيين للطبقة الثنائية من غير أن ينغرسا عبر الطبقة الثنائية للغشاء الخلوي.   
ولكن فيما بعد، تم دحض هذا النموذج واِستبداله بنموذج أكثر صحةً وقبولاً. النموذح الحالي لغشاء الخلية تم ابتكاره من قبل العالمين SJ Singer و GL Nicolson في عام 1972. 

## أدلة أدت إلى رفض النموذج
أهم الأدلة التي فندت النموذج السابق هي:
- عند القيام بتجارب لاستخراج البروتينات من الغشاء الخلوي، لوُحظ أن هناك بروتينات سهلة الاستخراج، لوجودها على سطح الطبقة الثنائية، ولكن كان هناك بروتينات أكثر صعوبة عند الاستخراج، وهذا دلّ على أن هذه البروتينات تكون منغرسة عبر الطبقة الثنائية وليست فقط على السطح الخارجي.
- عندما تم استخدام تقنية التشميد (freeze-etching)(طريقة لدراسة الخلايا بالمجهر الإلكتروني تتضمن تجميد الخلايا بسرعة)، لُوحظ وجود جزيئات منغرسة عبر الطبقة الثنائية وتم بعد ذلك استنتاج أن هذا الجزيئات هي بروتينات.
- تجارب أخرى أظهرت أن البروتينات تستطيع الحركة عبر الطبقة الثنائية عندما قُطِّرت بأصبغة فلورية (Fluorescent dyes)
- فضلاً عن ذلك، فإن كلا سطحي الطبقة الثنائية تكون دائماً محبة للماء (“hydrophilic “water loving) لأنها تُقابل الوسط الخارجي للخلية (الوسط الخارجي للخلية يكون دائماً محب للماء)، وهذا يعني أنه إذا كانت البروتينات تُغطي فقط السحطين الخارجيين لهذه الطبقة من غير أن تنغرس فيهما، فإنها بذلك ستكون محاطة بمنطقتين محبتين للمياه هما سطح الطبقة والوسط الخارجي للخلية. 
ولكن هذا لا يمكن أن يحدث لأنه اِكتُشف لاحقاً أن البروتينات مزدوجة الألفة (amphipathic) أي أنها مكونة من مناطق محبة للماء (“hydrophilic “water loving) ومناطق كارهة للماء(“hydrophobic “water hating)، فلا يمكن حدوث ذلك بشكل دائم، لأن بعض مناطق البروتينات الكارهة للماء لا يمكن أن تقابل المناطق المحبة الماء، والتي هي الوسط الخارجي للخلية. 
إضافةً إلى ذلك فإن سطح الطبقة المحب للماء سيكون معزولاً عن الوسط الخارجي المحب للماء بسبب البروتينات التي تُغطيه.
بناءً على ما سبق، إستنتج العلماء أن النموذج السابق بحاجة إلى تعديلات أهمها أن البروتينات لا يمكن أن تكون متواجدة فقط على السطحين الخارجيين للطبقة الثنائية لغشاء، وإنما يجب أن ينغرس بعضهم عبرها. وهذا تم شرحه وتلخيصه في النموذج الفسيفسائي المائع.